# 1766 au Canada
Pour un article plus général, voir Chronologie du Canada.
Cet article traite des événements qui se sont produits durant l'année 1766 au Canada.

## Événements

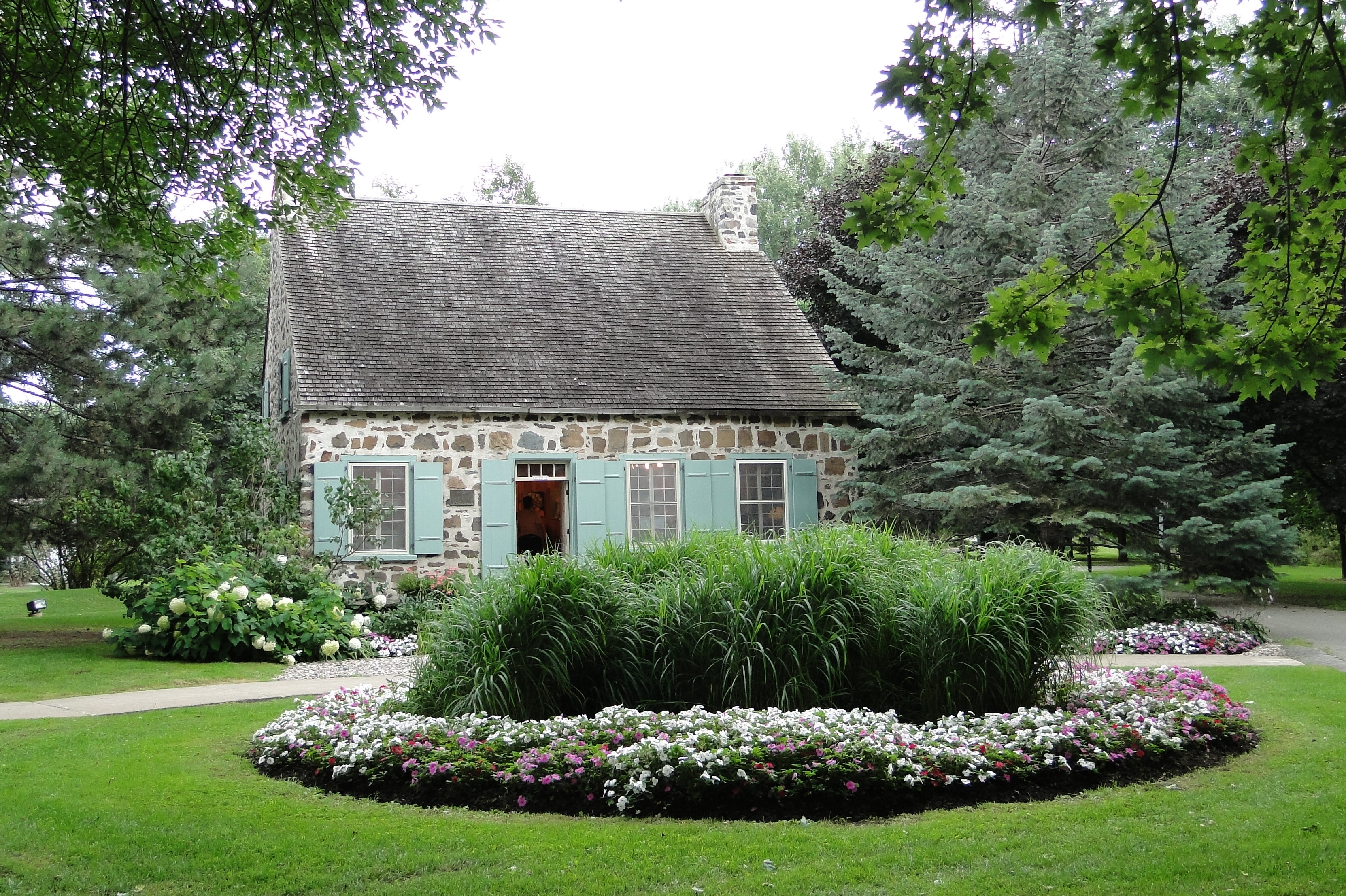
Maison Louis-Hippolyte Lafontaine construite en 1766

- 21 janvier : Jean-Olivier Briand devient évêque de Québec.
- 7 avril : Guy Carleton est nommé lieutenant-gouverneur de la Province de Québec[1].
- Avril : Joseph Banks arrive à Terre-Neuve pour y étudier la flore et la faune. Il ramènera plusieurs échantillons en Grande-Bretagne.
- 28 juin : le gouverneur James Murray, en butte à l’hostilité systématique de l’élément britannique de la colonie qui critique ses initiatives en faveur des Canadiens français (maintien de la législation française, nomination d’un évêque catholique), quitte le Canada.
- 1er juillet : une ordonnance de Paulus Æmilius Irving, agissant comme président du Conseil de la Province de Québec, ordonne que les causes ou actions civiles entre sujets nés britanniques prévoient un jury exclusivement composé de sujets nés britanniques ; que celles entre sujets Canadiens français se déroulent devant un jury exclusivement composé de Canadiens français ; et que celles réunissant un Britannique et un Canadien français obtiennent un jury composé moitié-moitié de sujets britanniques et canadiens français.
- 31 août : arrivée d'un navire contenant des exilés acadiens provenant de la Nouvelle-Angleterre au port de Québec. Ceux-ci ont accepté l'offre de James Murray de s'établir au Canada[2].
- Michael Francklin devient lieutenant-gouverneur de la Nouvelle-Écosse.

## Naissances
- 14 octobre : Louis Chaboillez, politicien.
- 26 décembre : Francis Nathaniel Burton, lieutenant gouverneur du Bas-Canada.
- Louis-Joseph Desjardins, prêtre et collectionneur d'œuvre d'art.
- Jean-Denis Daulé, prêtre.

## Décès
- 27 août : Philip Durell, officier de marine britannique.
- 11 novembre : Marie-Geneviève Joybert de Soulanges, seigneuresse de Soulanges